# Batalla de la Línea Sigfrido
La batalla de la Línea Sigfrido fue una batalla desarrollada a finales de la Segunda Guerra Mundial, entre el ejército aliado y la Alemania nazi. La batalla fue una de las más largas y terribles de la Segunda Guerra Mundial, muriendo 800 000 soldados entre aliados y alemanes. Cabe destacar que a excepción de las batallas en Aquisgrán y Hürtgen, solo se libraron grandes escaramuzas.
La Línea Sigfrido o Muralla del Oeste fue un sistema de defensa durante la Segunda Guerra Mundial a lo largo de 630 kilómetros, que consistía en más de 18 000 búnkeres, túneles y trampas para tanques. Empezaba a la altura de la población de Cleveris, en la frontera sur con los Países Bajos, y terminaba a la altura de Weil am Rhein en la frontera con Suiza. El objetivo original de la línea era propagandístico. De esta manera, los alemanes veían a la Línea Sigfrido como una afirmación de que la política exterior de Alemania era defensiva, además de que se sentían seguros ante una inminente invasión francesa, como clamaban los Alemanes.
A pesar de que Francia declaró la guerra a Alemania en septiembre de 1939 no se produjo ningún combate en la Línea Sigfrido. Al empezar la batalla de Francia los defensores franceses de la Línea Maginot esperaron en vano un ataque desde la Línea Sigfrido. Si bien se llevaron a cabo ataques, estos fueron solamente de distracción. Concluida la batalla, los alemanes retiraron todas las armas transportables de la Línea Sigfrido y las llevaron a otros teatros de operaciones más activos. Los edificios fueron abandonados y utilizados por los campesinos como depósitos de utensilios de granja.
Tras la Invasión de Normandía en junio de 1944 los Aliados conquistaron Francia y alcanzaron la Línea Sigfrido en Alemania. En septiembre de 1944, con el progreso del ataque en el corredor de Stolberg, la 9.ª División de Infantería estadounidense inició un avance hacia el bosque de Hürtgen, sobre el flanco derecho de la 3.ª División Acorazada, moviéndose hacia el norte a través de las líneas “Scharnhorst” y “Schill” hasta la altura de Schevenhütte. El intento de despejar el bosque se detuvo cuando unidades de la 89.ª División de Infantería alemana les hicieron frente desde búnkeres. Esta firme defensa contrastaba con la lucha previa que habían mantenido las unidades de defensa local en la línea “Scharnhorst”, que no habían sido tan resueltos.
El general Friedrich-August Shack, del LXXXI Cuerpo, se dio cuenta de que el principal objetivo estadounidense era avanzar por el corredor de Stolberg, pero la presencia de la 1.ª División de Infantería cerca de Aquisgrán y el continuo bombardeo de la ciudad, sugerían que la captura de la ciudad era objetivo también del ejército estadounidense. Por consiguiente, mantuvo a la 116.ª División Panzer en la defensa de la ciudad en vez de atacar el flanco americano. 
El 17 de septiembre, con la llegada de la 12.ª VGD (Volskgrenadier División, División de Granaderos del Pueblo), la fuerza de la batalla cambió. Esta división, con la totalidad de sus efectivos, había sido asignada por Hitler para la defensa de Aquisgrán. Aunque Schack la intentó mantener intacta para una posible acción decisiva, tuvo que intervenir, y su 27.º Regimiento fue empleado en un contraataque en el que sufrió graves pérdidas. La llegada de refuerzos alemanes, permitió contraataques en toda la línea americana, incluyendo ataques contra la 9.ª División de Infantería cerca de Schevenhütte por parte del 48.º Regimiento de Granaderos. 
Con sus tropas extendidas y escasa munición, el general Collins, "Lightning Joe", ordenó consolidar las posiciones obtenidas el 17 de septiembre, con la excepción de la 9.ª División que combatía en Hürtgenwald. Los días siguientes fueron de pocos movimientos, ya que cada bando intentaba obtener el control de los puntos geográficos estratégicos. La Wehrmacht tuvo éxito deteniendo el avance americano, pero con un alto coste para la infantería. La 12 VGD perdió entre 1900 y 3800 fusileros, y la 9.ª Panzer unos mil hombres, unos dos tercios de su fuerza de combate con respecto a la semana anterior.
Collins quería que la 9.ª División pudiera avanzar hacia el sureste por el bosque de Hürtgen, tomando las ciudades situadas en el camino de Düren. Con el avance en el corredor de Stolberg detenido, la insistencia americana en el bosque de Hürtgen atrajo la atención del comandante del 7.º Ejército, el general Brandenberger, reuniendo unos cuantos cañones de asalto para reforzar a la 353.ª División de Infantería que defendía las esas ciudades. Después de varias intentonas, el avance de la 9.ª División de Infantería de EE. UU. fue detenido a la altura de los claros de Hürtgen-Kleinhau.
Mientras todo esto sucedía, el XIX Cuerpo del general Corlett, "Cowboy Pete", había aventajado a las débiles defensas alemanas en el sur de los Países Bajos para avanzar hacia la Muralla del Oeste. A pesar de las carencias de combustible la 2.ª División Acorazada consiguió llegar más allá del Canal Alberto hasta GeilenKirchen, mientras que en su flanco la 30.ª División se movía hacia Rimburg, un avance de 50 kilómetros en diez días. Sin embargo la resistencia alemana se endureció, y el XIX Cuerpo fue incapaz de participar en los combates de alrededor de Aquisgrán.
Con el inicio de la Operación Market Garden las operaciones estadounidenses contra la Muralla del Oeste se detuvieron el resto del mes de septiembre. Con pocas provisiones y municiones, sin combustible, demasiado extendido por el impulso del avance del verano, se enfrentaban ahora a una defensa mucho más sólida. Era el momento de recuperar fuerzas y evaluar la situación.
Para avanzar por el río Rur, el XIX Cuerpo necesitaba abrirse paso por la Muralla del Oeste al norte de Aquisgrán alineándose con el VII Cuerpo. La Wehrmacht estaba ya alertada de la amenaza y el general Corlett esperaba que las defensas estuvieran totalmente preparadas, a diferencia de lo ocurrido en septiembre. Por ello, se hizo un esfuerzo por romper la línea “Scharnhorst” de forma metódica. Como preparación, el XIX Cuerpo intentó eliminar todos los búnkeres que le fuera posible. Fue evidente que los obuses de 105 y 155 mm de la artillería del cuerpo no eran lo suficientemente potentes como para penetrarlos. Afortunadamente, como previsión para combatir en la “Línea Sigfrido”, el Ejército estadounidense, en el teatro europeo, había solicitado el envío de unos setenta y cinco cañones autopropulsados M-12 de 155 mm a Francia. Estos cañones montados en chasis de carros M-4 eran realmente eficaces contra los búnkeres. El XIX Cuerpo llevó a los M-12 cerca del frente en la oscuridad de la noche y empezaron a atacar los búnkeres a una distancia de unos cientos de metros.
Mientras se realizaba la preparación artillera, la infantería de la 30.ª División recibía instrucción en tácticas de destrucción de búnkeres. Se distribuyeron dos armas especializadas: lanzallamas portátiles y cargas de demolición montadas en pértigas para atacar por las troneras. Además unidades de carros de apoyo fueron entrenadas en tácticas contra blocaos, y en algunos carros se instalaron lanzallamas.
El ataque por dos regimientos de la 30.ª División contra Rimburg-Palenberg se acompañó de falsas maniobras al norte y al sur para confundir a los alemanes sobre el objetivo. El nuevo comandante alemán del LXXXI Cuerpo, el general Köchling, creyó que la nueva ofensiva americana se dirigiría otra vez al corredor de Stolberg, y entendió que lo que estaba pasando al norte de Aquisgrán eran maniobras de distracción. El ataque del XIX Cuerpo fue precedido por un importante ataque aéreo con bombarderos medios de la Novena Fuerza Aérea, pero tuvo un efecto reducido sobre las fortificaciones alemanas que la artillería llevaba machacando desde la semana anterior. 
En el sector del 117.º Regimiento de Infantería, las nuevas tácticas de destrucción de búnkeres demostraron ser muy eficaces. Una vez el fuego de artillería cesaba, las troneras se mantenían bajo fuego constante, mientras la infantería se acercaba lo suficiente con los lanzallamas y las pértigas. Los lanzallamas contenían los fortines mientras se colocaban las cargas de las pértigas contra las troneras o las puertas. Palenberg y Marienberg fueron capturadas al final del día. El 119.º Regimiento de Infantería fue frenado por un búnker camuflado cerca del castillo medieval de Rimburg. Al día siguiente el 117.º de Infantería avanzó hasta Ubach, pero el 119.º estuvo detenido mientras envolvía y despejaba el castillo de Rimburg. Tras la toma de Ubach, el general Corlett desplegó un mando de combate de la 2.ª División Acorazada.